# Alexandra Daddario
Alexandra Daddario   (Nova York, 16 de març de 1986) és una actriu americana. És coneguda pel seu paper d'Annabeth Chase en les pel·lícules Percy Jackson & the Olympians: The Lightning Thief i Percy Jackson: La Mar dels monstres.

## Biografia
Alexandra Anna Daddario, nascuda a Nova York, és la filla de Richard Daddario, fiscal, i de Christina Daddario, advocada. Té dos germans i germanes. Va anar a l'escola Brearley School i la Professional Children's School
Té avantpassats hongaresos, anglesos, irlandesos i italians. El seu germà, Matthew Daddario, també és actor. També té una germana, Catharine Daddario.

## Carrera
Ha declarat en una entrevista que va decidir esdevenir actriu a l'edat d'onze anys.

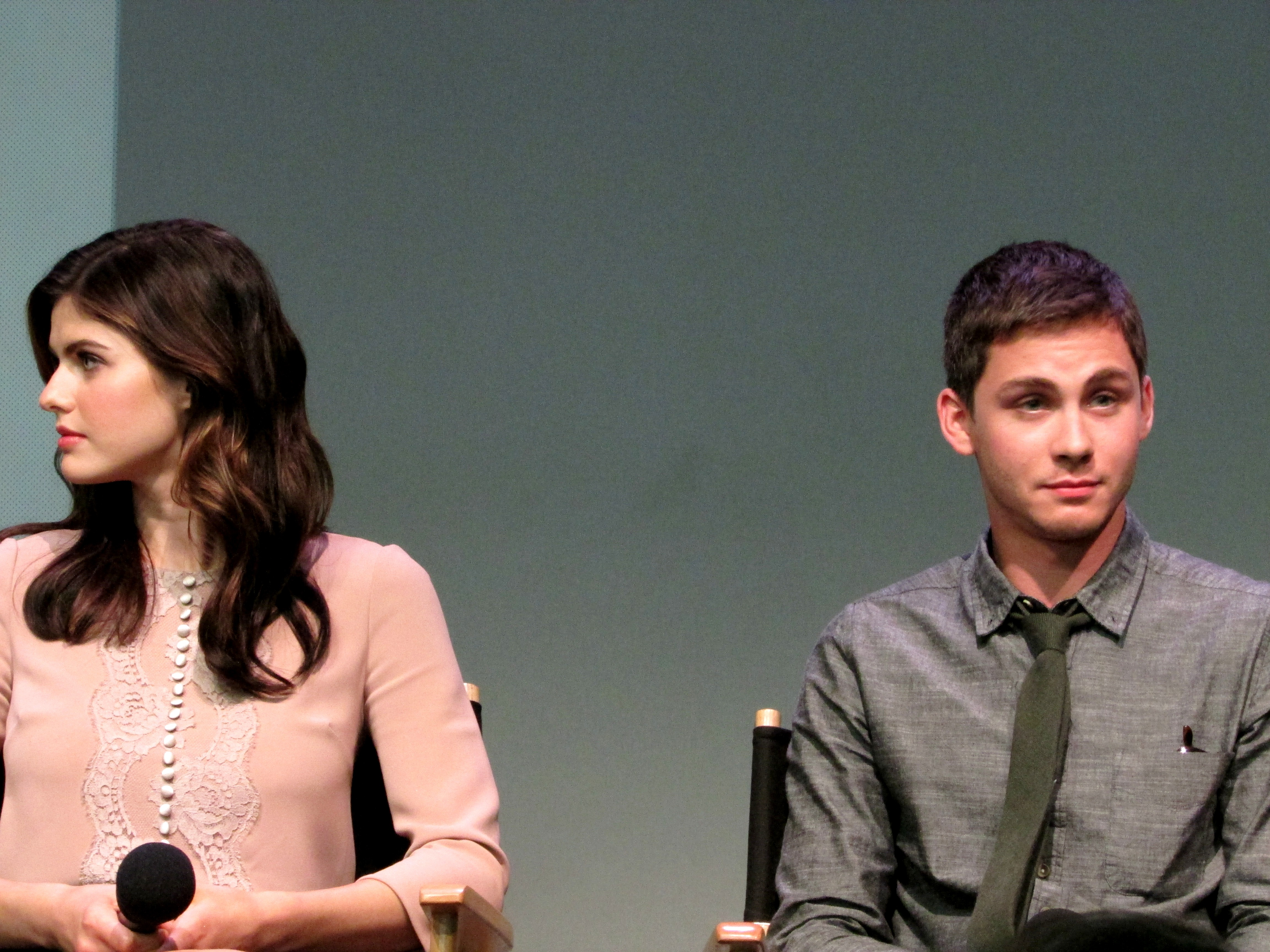
Alexandra Daddario i Logan Lerman a Nova York, juliol del 2013

L'any 2002 Daddario va aconseguir el seu primer paper a l'edat de 16 anys, el de Laurie Lewis en la telenovel·la La Força del destí (All My Children).
L'any 2010, va ser revelada al públic gràcies al seu paper de Annabeth Chase en la pel·lícula Percy Jackson & the Olympians: The Lightning Thief al costat de Logan Lerman i Brandon T. Jackson. Evoluciona a continuació amb papers de més gran importància dins de sèries televisades, i a continuació obté el seu primer paper principal en la pel·lícula Texas Chainsaw 3D estrenada l'any 2013. Aquest mateix any, reprèn el paper de Annabeth Chase en Percy Jackson: La Mar dels monstres. Apareix també en el clip Radioactive, d'Imagine Dragons durant l'agost de 2013.
En 2014, atreu l'atenció amb el paper de Lisa Tragnetti en quatre episodis de la sèrie televisada True Detective, (escenes nues). El mateix any, obté el paper principal en la pel·lícula San Andreas al costat de Dwayne Johnson. El 13 d'agost de 2014, una démo del videojoc Battlefield Hardline, en venda l'any 2015, mostra que Alexandra Daddario presta la seva veu i el seu aparença per un dels personatges principals, Dune Alpert.

## Filmografia

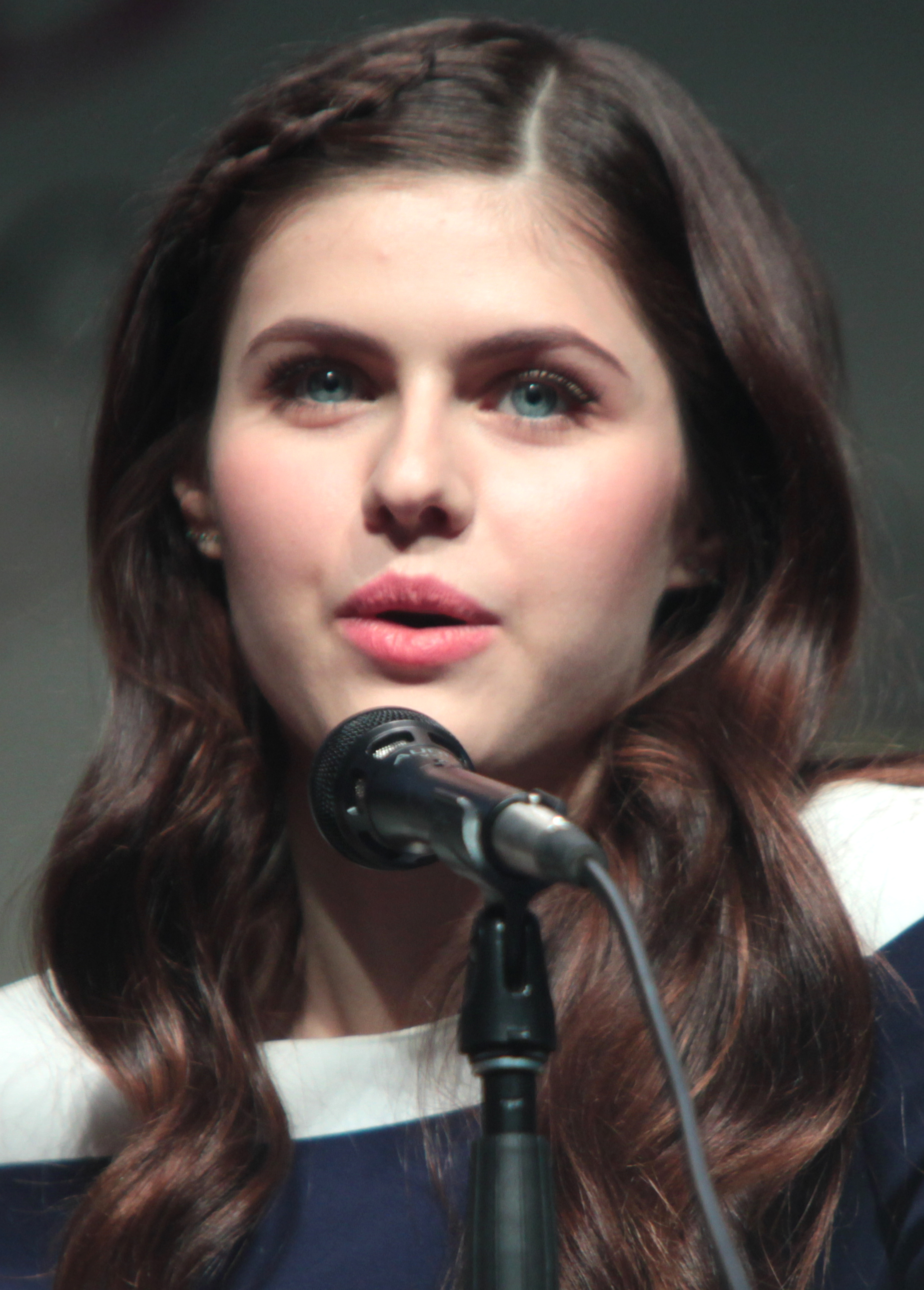
Alexandra Daddario el 2015

### Actriu
| Any  | Títol                                              | Paper               | Notes                    |
| ---- | -------------------------------------------------- | ------------------- | ------------------------ |
| 2005 | Una història de Brooklyn                           | Nena bonica         |                          |
| 2006 | The Hottest State                                  | Kim                 |                          |
| 2006 | The Babysitters                                    | Barbara Yates       |                          |
| 2008 | The Attic                                          | Ava Strauss         |                          |
| 2010 | Percy Jackson & the Olympians: The Lightning Thief | Annabeth Chase      |                          |
| 2010 | Bereavement                                        | Allison Miller      |                          |
| 2011 | Hall Pass                                          | Paige               |                          |
| 2013 | Texas Chainsaw 3D                                  | Heather Miller      |                          |
| 2013 | Percy Jackson: Sea of Monsters                     | Annabeth Chase      |                          |
| 2014 | Burying the Ex                                     | Olivia              |                          |
| 2015 | San Andreas                                        | Blake Gaines        |                          |
| 2016 | The Choice                                         | Monica              |                          |
| 2016 | Baked in Brooklyn                                  | Kate Winston        |                          |
| 2017 | Baywatch                                           | Summer Quinn        |                          |
| 2017 | The Layover                                        | Kate Jeffries       |                          |
| 2017 | La Casa                                            | Corsica             | Només l'escena esborrada |
| 2018 | When We First Met                                  | Avery Martin        |                          |
| 2018 | Night Hunter                                       | Rachel Chase        |                          |
| 2018 | We Have Always Lived in the Castle                 | Constance Blackwood |                          |
| 2019 | Can You Keep a Secret?                             | Emma Corrigan       |                          |
| 2019 | We Summon the Darkness                             | Alexis Butler       |                          |
| 2019 | Lost Transmissions                                 | Dana Lee            |                          |
| 2020 | Lost Girls & Love Hotels                           | Margaret            |                          |
| 2020 | 1 Night in San Diego                               | Kelsey              |                          |
| 2020 | Songbird                                           | May                 |                          |
| 2021 | Die in a Gunfight                                  | Mary Rathcart       |                          |
| 2022 | Wildflower                                         | Joy                 |                          |